# Zagubiony autobus
Zagubiony autobus lub Autobus do San Juan (ang. The Wayward Bus) – powieść Johna Steinbecka z 1947 roku. Bohaterami są pasażerowie autobusu jadącego bocznymi drogami Kalifornii z Rebel Corners do San Juan de la Cruz. 
Powieść została wydana w Polsce po raz pierwszy w 1961 roku w tłumaczeniu Andrzeja Nowickiego pod tytułem Zagubiony autobus, a w 1993 roku w tłumaczeniu Aleksandry Lenobel pod tytułem Autobus do San Juan.